# Mea culpa
La locuzione latina mea culpa, tradotta letteralmente, significa "per mia colpa".
Queste parole fanno parte del Confiteor ("Confesso"), preghiera con la quale i cattolici chiedono perdono a Dio riconoscendo le proprie colpe. Nell'uso quotidiano è invalso l'uso di tale espressione per scusarsi di qualche errore, ammettendo il proprio sbaglio.

## Testo latino
| Messale tridentino | Messale 1970 |
| --- | --- |
| Confiteor Deo omnipotenti, beatæ Mariæ semper Virgini, beato Michaeli Archangelo, beato Ioanni Baptistæ, sanctis Apostolis Petro et Paulo, omnibus Sanctis, et vobis, fratres (et tibi pater), quia peccavi nimis cogitatione, verbo et opere: mea culpa, mea maxima culpa. Ideo precor beatam Mariam semper Virginem, beatum Michaelem Archangelum, beatum Ioannem Baptistam, sanctos Apostolos Petrum et Paulum, omnes Sanctos, et vos, fratres (et te, pater), orare pro me ad Dominum Deum nostrum. | Confiteor Deo omnipotenti et vobis, fratres, quia peccavi nimis cogitatione, verbo, opere, et omissione, mea culpa, mea maxima culpa. Ideo precor beatam Mariam semper Virginem, omnes Angelos et Sanctos, et vos, fratres, orare pro me ad Dominum Deum nostrum. |